# Achraf Jormana
Achraf Jormana ou Achraf (arabe : أشرف), pseudonyme d'Achraf Ghanem, mort le 30 juin 2021, est un chanteur et compositeur tunisien de mezoued. Il est l'auteur de la chanson à succès Khayna en français : « Traitresse ».

## Biographie
Achraf est notamment connu pour sa chanson Khayna, sortie en 2007 dans le cadre de son album Rah Oulidi, qu'il a chanté seul et également en duo avec la chanteuse tunisienne Soumaya Hathroubi.
En 2018, il vend cette chanson au chanteur saoudien Rashed Al-Majed (en) qui l'enregistre avec la chanteuse Asmaa Lamnawar.
Après un combat contre le coronavirus qui a duré plusieurs jours, il est admis en réanimation à l'hôpital Mongi-Slim de La Marsa et meurt le 30 juin 2021 après une détérioration de son état de santé,. Le ministère tunisien de la Culture lui rend hommage.

## Discographie
La discographie d'Achraf Jormana entre 2016 et 2021 se compose des titres suivants :
- 2016 :
  - Mashoura
  - Ya Mima (duo avec Gadour L'artistou)
  - Aezz Lahbayeb
  - Bakhnoug Awicha
  - Kemlet Leflous
  - Zina
  - Ya Lellati
  - Houa Za3ma Houa
  - Allah Ygadderni 3la Nésyenik
  - Markeb Temchi bina
- 2017 :
  - Serrin w Hechma
  - Ya Wekhtha Mel Aagl
  - Law Taaref Yamma
  - Ma Najjamtou
  - Ma Yhemenich Klem Ennes
  - Ken Eddoumoua Troddek
  - Ya Khalti Fatma
  - Bellah Ya Ness
  - Nesma3 w nchouf
- 2018 :
  - Ya Khouya
  - Yezzini Ma Amalti
  - Ya Khalti Fatma
  - Trik El Ghalat (duo avec Nasser Migani)
  - Rahet Lashab (duo avec Lotfi Jormana)
  - Ma Todhlomnich
  - Netgueblou (duo avec Mounira Hamdi)
  - Kont Errefig
  - Ken Eddoumoua Troddak
  - Maktoubi Maak Kmel
  - Law Taaref Yamma
  - Nwassik Ya Khouya
  - Gharratek Bdmouaha
  - Ah Mel Hawa
  - Ya El Ghalia Yamma
  - Enti Elli Tekhser
  - Ma Fikomech Amen
  - Alesh Dert El Aib (duo avec Asma Salim)
- 2019 :
  - Hlemt Bik (duo avec Youssef)
  - Alo Ya Khouya (duo avec Mohamed Ramzi)
  - Rana Zouz Khwet (duo avec Lotfi Jormana)
  - Hlemt Bik (duo avec Youssef)
- 2020 :
  - Rjouii Moustahil
  - Rak Thabbel
  - Ene Ghalet (duo avec Mohamed Errouge)
- 2021 :
  - Eddenia Lel Ghonya (duo avec Mosbeh Bouzid)
  - Ainik fia Amlou
  - Msir Elhay Ylegui Elhay